# 중지나 방면군
중지나 방면군(中支那方面軍 나카시나 호멘군[*])은 중일 전쟁의 발발과 함께 창설되어 잠시동안 운영했었던 일본 제국 육군의 방면군이었다.

## 역사
1937년 7월 한달동안 일어났던 루거우차오 사건에 이어 일어난 제2차 상하이 사변으로 발발한 중일 전쟁로 상하이 파견군과 제10군이 주중 일본인의 보호를 이유로로 파견되었다. 참모본부는 10월 30일에 먼저 두개 군을 통솔할 사령관으로 상하이 파견군 사령관인 마쓰이 이와네 대장이 겸임하도록 먼저 임명하고, 참모진을 갖추는 준비를 거처, 11월 7일에 중지나 방면군을 창설하였다.
처음에는 쑤저우와 자싱으로 이어지는 작전한계선이 지정되었으나, 11월 19일에 사령관 마쓰이 이와네는 무시하고 우시와 후저우 침공할 준비를 갖추고, 11월 22일에 난징 공략을 주장하였다. 주장이 받아들여져 11월 24일에 작전한계선이 해제되고, 12월 1일에 대본영 직할부대로 지정되었다.
난징 공략 직전, 12월 2일에 상하이 파견군의 사령관 직위에 아사카 야스히코 왕자가 중장 계급에 임명되었고, 그에 따라 마쓰이 이와네는 중지나 방면군 사령관 직위만을 가자게 되었다. 부대는 12월 4일부터 12월 13일까지 공략하였고, 이 여파로 난징 대학살이 일어났다. 마쓰이 이와네는 와병중일때 부하들이 통제를 벗어나 일으킨 학살 행위에 실망하여 퇴역을 신청하였다.
이후, 난징에 계속 주둔하였고, 1938년 2월 1일에 상하이 파견군이 중지나 방면군으로 병합되고, 다시 2월 14일에 중지나 방면군과 제10군이 중지나 파견군로 병합되었다.

## 지휘부
사령관
1. 대장 마쓰이 이와네; 1937년 10월 30일 ~ 1938년 2월 14일

참모장
1. 소장 즈카다 오사무(일본어판); 1937년 11월 2일 ~ 1938년 2월 14일

참모부장
1. 대좌 무토 아키라; 1937년 11월 2일 ~ 1938년 2월 14일

## 부대
- 상하이 파견군
- 제10군

## 기록

### 소속
1. 대본영, 1937년 12월 1일

### 참전
- 상하이 전투
  - 난징 전투

## 참고
1. ↑  南京戦史資料集 1989, 417쪽.
2. ↑  南京戦史資料集 1989, 417-418쪽.

- 南京戦史編集委員会 (1989). 《南京戦史資料集》. 東京: 偕行社.